# Neohybos cooperi
Neohybos cooperi är en tvåvingeart som beskrevs av Ale-rocha 2007. Neohybos cooperi ingår i släktet Neohybos och familjen puckeldansflugor.
Artens utbredningsområde är Colombia. Inga underarter finns listade i Catalogue of Life.